# Matt Hobby

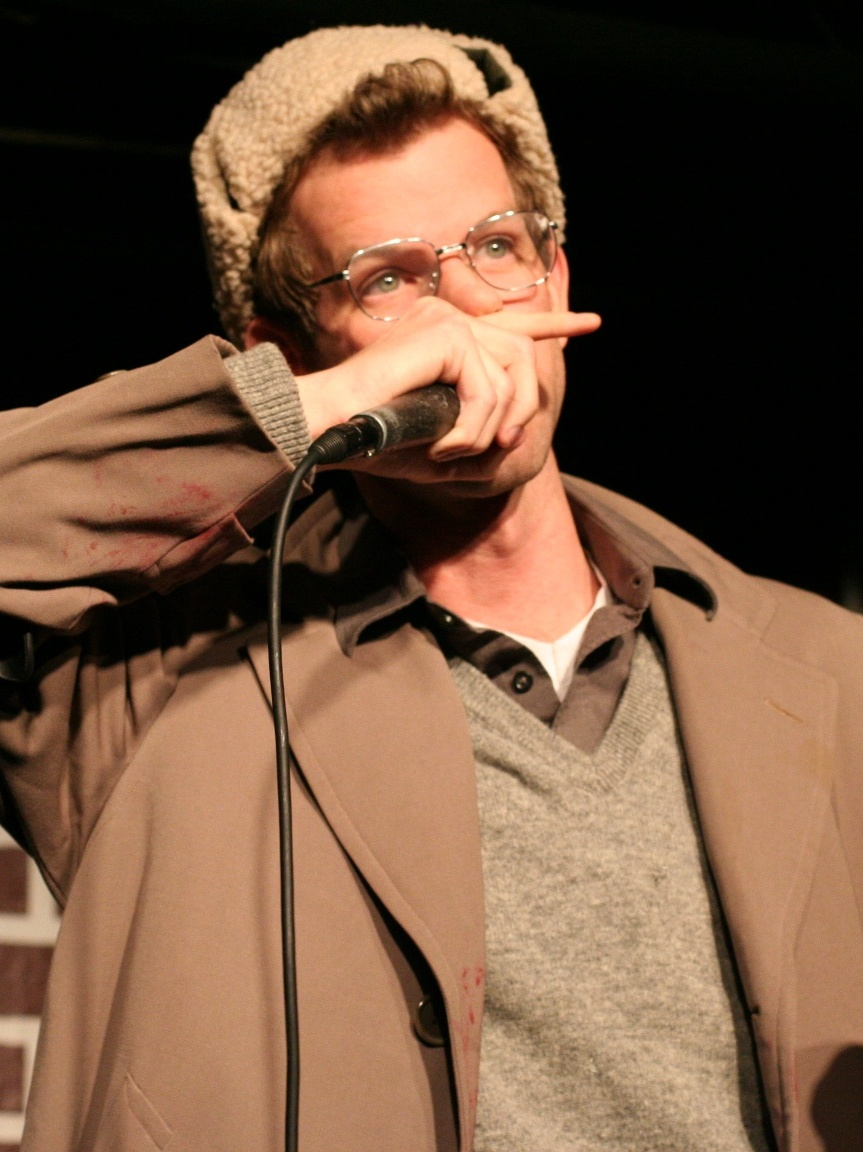
Matt Hobby

Matt Hobby (geboren 18. Januar 1985) ist ein US-amerikanischer Schauspieler und Comedian.

## Karriere
Seine erste Rolle spielte er 2008 in dem direct-to-DVD-Film The Cult of Sincerity. Neben einiger kleineren Rollen in den Fernsehserien Mom und Fresh Off the Boat spielte er in der Serie Hart of Dixie für zehn Folgen die Figur Rudy Truitt.
Von 2017 bis 2024 spielte Hobby die Rolle des Pastors Jeff Difford, ein Pastor in der CBS-Serie Young Sheldon. In den ersten beiden Staffeln trat er als wiederkehrende Figur auf, mit Beginn der dritten Staffel wurde er in den Hauptcast befördert.
Als Comedian trat er im Jahr 2010 beim Montreal Just for Laughs Festival auf. Regelmäßige Auftritte hat er im Upright Citizens Brigade Theater in New York mit seiner Comedy-Show Tying up Knot.

## Leben
Hobby lebt gemeinsam mit seiner Frau, der Schauspielerin Mary Grill, in New York.

## Filmografie (Auswahl)
- 2008: The Cult of Sincerity
- 2012: Boardwalk Empire (Fernsehserien, 5 Folgen)
- 2013: Break up a Wedding
- 2013: Apartment 23 (Don’t Trust the B**** in Apartment 23, Fernsehserie, Folge 2x11)
- 2013–2015: Hart of Dixie (Fernsehserie, 10 Folgen)
- 2015: Mom (Fernsehserie, Folge 2x18)
- 2015–2016: The Grinder – Immer im Recht (The Grinder, Fernsehserie, 5 Folgen)
- 2016: Spaghettiman
- 2017–2024: Young Sheldon (Fernsehserie, 45 Folgen)
- 2019: Fresh Off the Boat (Fernsehserie, Folge 5x14)
- 2019: Your Pretty Face Is Going to Hell (Fernsehserie, Folge 4x10)
- 2025: Georgie & Mandy (Georgie & Mandy’s First Marriage, Fernsehserie, 2 Folgen)